# Saison 3 de Silicon Valley
 (octobre 2016).
Chronologie
Saison 2 Saison 4
Cet article présente la troisième saison de la série télévisée Silicon Valley.

## Distribution

### Acteurs principaux
- Thomas Middleditch (VF : Donald Reignoux) : Richard Hendricks
- T. J. Miller (VF : Christophe Lemoine) : Erlich Bachman
- Josh Brener (VF : Hervé Rey) : Nelson « Grosse Tête » Bighetti
- Martin Starr (VF : Adrien Antoine) : Bertram Gilfoyle
- Kumail Nanjiani (VF : Charles Pestel) : Dinesh Chugtai
- Amanda Crew (VF : Alexandra Garijo) : Monica Hall
- Zach Woods (VF : Fabrice Josso) : Donald « Jared » Dunn
- Matt Ross (VF : Laurent Morteau) : Gavin Belson
- Suzanne Cryer (VF : Laurence Bréheret) : Laurie Bream
- Jimmy O. Yang (VF : Léo-Paul Salmain) : Jian-Yang

### Acteurs récurrents
- Aly Mawji (VF : Grégory Quidel) : Naveen Dutt, un programmeur de EndFrames (épisodes 1 à 4, et 7)
- Anna Khaja : Rachel, une membre du Hooli Conseil (épisodes 4, 8 et 9)
- Annie Sertich : C.J. Cantwell, la journaliste de Code/Rag (épisodes 5 à 8, et 10)
- Arthur Keng (VF : Erwan Zamor) : Alan, un programmeur de EndFrame (épisodes 1 à 4, et 7)
- Bernard White (VF : Philippe Duchesnay) : Denpok, le conseiller spirituel de Gavin (épisodes 1, 4 et 9)
- Brian Tichnell (VF : Thibault Dudin) : Jason, un programmeur de EndFrame (épisodes 1 à 4, et 7)
- Casey O'Farrell : Pete, un programmeur de EndFrame (épisodes 1 à 4, et 7)
- Chris Williams : Hoover, l'agent de sécurité de Hooli (épisodes 6 et 7, 9 et 10)
- Dustyn Gulledge (VF : Bonnasseau Vincent) : Evan, l'assistant de Laurie (épisodes 1, 5, 7, 9 et 10)
- Eddie Liu : Doug, l'observateur de Keith (épisodes 2, 3 et 5)
- Emily Chang : elle-même, la journaliste de Bloomberg (épisodes 1, 8 et 9)
- Ian Alda : le PDG de EndFrame (épisodes 3, 4 et 7)
- Jill Alexander (VF : Sandra Parra) : Patrice, l'assistante de Gavin (épisodes 1, 2, 4, 8 à 10)
- Keye Chen : le designer de la boite (épisodes 4, 5 et 10)
- Miljan Milošević : Gleb, le programmeur bulgare de Pied Piper (épisodes 5, 6 et 10)
- Phillip Jeanmarie (en) (VF : Loval Geoffrey) : Don, un commercial de Pied Piper (épisode 2, 3 et 5)
- Ping Wu (en) : Henry, le membre du Hooli Conseil (épisodes 4, 8 et 9)
- Ren Hanami : Lynn, une assistante de Jack Barker (épisodes 2 à 4)
- Rogelio Ramos : un assistant de Gavin (épisodes 1, 2 et 4)
- Shannon McClung (VF : Nicolas Justamon) : Keith, le commercial du secteur Nord-Est de Pied Piper (épisodes 2, 3 et 5)
- Stephen Tobolowsky (VF : Bernard Alane) : Jack Barker, le PDG de Pied Piper (épisodes 1 à 4, 8 à 10)
- Tammy Dahlstrom : Gloria, une assistante de Jack Barker (épisodes 2 à 4)

## Liste des épisodes
1. Respect pour le fondateur (Founder Friendly)
2. C'est dans la boîte (Two in the Box)
3. Le Havresac de Meinertzhagen (Meinertzhagen's Haversack)
4. Maleant (Maleant Data Systems Solutions)
5. La chaise vide (The Empty Chair)
6. Bachmanity, c'est de la folie (Bachmanity Insanity)
7. Construire une meilleure beta (To Build A Better Beta)
8. Marche forcée (Bachman's Earnings Over-Ride)
9. Utilisateurs actifs au quotidien (Daily Active Users)
10. La légère hausse (The Uptick)

### Épisode 1:Respect pour le fondateur
- États-Unis : 24 avril 2016 sur HBO[2]
- France :
  - 25 avril 2016 sur OCS City (en VOSTFr)
  - 4 septembre 2016 sur OCS City (en VF)

- Scott Prendergast (un assistant de Gavin)
- Ben Feldman (Me Ronald « Ron » LaFlamme, l'avocat de Pied Piper)
- Matt McCoy (Pete Monahan, l'avocat radié)
- Gabriel Tigerman (Gary Irving, le DRH de Hooli)
- Willis Chung (le nerd de Stanford Robotics)
- Cate Cohen (Melinda, une avocate de Hooli)
- Mariano Mendoza (le gardien de prison)
- Diallo Riddle (Paul, un avocat de Hooli)
- Skyler Seymour (un fondateur de Flutterbeam)
- Alex Skinner (un fondateur de Flutterbeam)
- David Storch (l'avocat distrait de Hooli)
- Brad Stone (lui-même, l'invité de Bloomberg)

### Épisode 2:C'est dans la boîte
- États-Unis : 1er mai 2016 sur HBO[2]
- France :
  - 2 mai 2016 sur OCS City (en VOSTFr)
  - 4 septembre 2016 sur OCS City (en VF)

- Scott Prendergast (un assistant de Gavin)
- Andrew Daly (le médecin de Richard)
- Brian Gattas (Ludwig, le locataire de Jared)
- Peter Banifaz (un programmeur de Hooli-Search)
- Erin Breen (Jan « La Poigne », la directrice des ventes internes de Pied Piper)
- Jared Wernick (Fred, le candidat pour l'incubateur)

### Épisode 3:Le Havresac de Meinertzhagen
- États-Unis : 8 mai 2016 sur HBO[2]
- France :
  - 9 mai 2016 sur OCS City (en VOSTFr)
  - 4 septembre 2016 sur OCS City (en VF)

- Alice Wetterlund (Carla Walton, l'ex-programmeuse de Pied Piper)
- Jennifer Jalene (la recruteuse de EndFrame)
- Henry Phillips (John, le technicien du centre de données)
- Corey Rittmaster (le chauffeur de la société de recrutement)

### Épisode 4:Maleant
- États-Unis : 15 mai 2016 sur HBO[2]
- France :
  - 16 mai 2016 sur OCS City (en VOSTFr)
  - 11 septembre 2016 sur OCS City (en VF)

- Lyn Henderson (la coordinatrice des parkings Hooli)
- Jared Wernick (Fred, le candidat pour l'incubateur)

### Épisode 5:La Chaise vide
- États-Unis : 22 mai 2016 sur HBO[2]
- France :
  - 23 mai 2016 sur OCS City (en VOSTFr)
  - 11 septembre 2016 sur OCS City (en VF)

- Frank Birney (l'acheteur du disque dur)
- Erin Breen (Jan « La Poigne », la directrice des ventes internes de Pied Piper)
- Chelszey Ireland (la réceptionniste de Raviga)
- Jay Mandyam (Sanjay, le programmeur indien de Pied Piper)
- Sigrid Owen (Elisabet, la programmeuse estonienne de Pied Piper)
- Azie Tesfai (Dawn Simon, la responsable des relations publiques à Raviga)

### Épisode 6:Bachmanity, c'est de la folie
- États-Unis : 29 mai 2016 sur HBO[2]
- France :
  - 30 mai 2016 sur OCS City (en VOSTFr)
  - 11 septembre 2016 sur OCS City (en VF)

- Bridey Elliott (Winnie, la petite amie de Richard)
- Ken Lerner (Arthur Clayman, le chargé d'affaires de Grosse Tête)
- Michael McMillian (Aaron « Double-A » Anderson, un invité de la soirée)[8]
- Cate Cohen (Melinda, une avocate de Hooli)
- Julie Dove (la coordinatrice de la soirée)
- Alan Gray (Orville, la manifestant dans la baignoire)
- Jay Mandyam (Sanjay, le programmeur indien de Pied Piper)
- Bridgett Newton (Sasha, l'organisatrice de la soirée)
- Sigrid Owen (Elisabet, la programmeuse estonienne de Pied Piper)
- Diallo Riddle (Paul, un avocat de Hooli)
- Hanover Savas (Carol, le flirt de Jared)

### Épisode 7:Construire une meilleure beta
- États-Unis : 5 juin 2016 sur HBO[2]
- France :
  - 6 juin 2016 sur OCS City (en VOSTFr)
  - 18 septembre 2016 sur OCS City (en VF)

- Anjali Bhimani (la procureure de district)
- Ken Lerner (Arthur Clayman, le chargé d'affaires de Grosse Tête)
- Milana Vayntrub (la petite amie de Gilfoyle)
- Justin Uretz (Kevin, l'« ami » de Gilfoyle)

### Épisode 8:Marche forcée
- États-Unis : 12 juin 2016 sur HBO[2]
- France :
  - 13 juin 2016 sur OCS City (en VOSTFr)
  - 18 septembre 2016 sur OCS City (en VF)

- Chris Diamantopoulos (Russ Hanneman, l'ancien investisseur dans Pied Piper)
- Georges Kareman (David, le candidat)
- Dick Costolo (lui-même, un invité de la soirée)
- Georges Kolombos (un fan de Pied Piper)
- Anastasia Nguyen (la réceptionniste de l'hotel)
- Tiana Okoye (la fan de Pied Piper)
- Mark Pincus (lui-même)
- Jeremy Stoppelman (en) (lui-même, un invité de la soirée)
- Nirav Tolia (lui-même, un invité de la soirée)
- Paul Yen (un fan de Pied Piper)

### Épisode 9:Utilisateurs actifs au quotidien
- États-Unis : 19 juin 2016 sur HBO[2]
- France :
  - 20 juin 2016 sur OCS City (en VOSTFr)
  - 25 septembre 2016 sur OCS City (en VF)

- Bill Hader
- Gabriel Tigerman (Gary Irving, le DRH de Hooli)
- Mayank Bhatter
- Treisa Gary (Bernice, une testeuse de Pied Piper)
- Anthony Hill (Douglas, l'ex employé de Pied Piper)
- Carrie Kemper (en) (une invité de la fête)
- Marina Libel (l'analyste du test)
- Adam Newman (un employé de l'agence de communication)
- Cornelius Peter (Thom, l'aminateur du test)
- Henry Phillips (John, le technicien du centre de données)
- Will Radford (Clark, un testeur de Pied Piper)
- Ivan Shaw (en) (un employé de l'agence de communication)

### Épisode 10:La Légère hausse
- États-Unis : 26 juin 2016 sur HBO[2]
- France :
  - 27 juin 2016 sur OCS City (en VOSTFr)
  - 25 septembre 2016 sur OCS City (en VF)

- Mark Bloom (l'investisseur de Coleman)
- Ari Frenkel (le nouvel employé de Raviga)
- Alyssa Gabrielle Rodriguez (l'assistante de Coleman)
- Bert Rotundo (Butch, le réceptionniste de Hooli)
- Nikhil Shukla (Neel, le conducteur insultant)